# Molino Quemado
El Molino Quemado es un molino que se encuentra en Nueva Helvecia, Colonia, Uruguay. 
Fue declarado Monumento Histórico Nacional por lo que representó para el desarrollo de la región en la segunda parte del siglo XIX. Está ubicado a 60 km al este de Colonia del Sacramento y a 120 km al oeste de Montevideo.

## Historia
El molino se construyó en 1875. Su dueño, Luis Vigni (Teniente Alcalde), era de origen francés y las piedras con que fue construido eran de origen portugués. Funcionaba a fuerza hidráulica y estaba emplazado sobre el arroyo Rosario. Cinco años después, el 7 de marzo de 1881, se prendió fuego.  El 8 de marzo de ese año, la esposa del capataz, Elisa Nidegger se ahogó en la presa y el 12 de marzo de 1881 se suicidó el capataz.
Existen varias historias detrás del incendio y de las tragedias. Una pasional, consiste en que la mujer del molinero lo engañaba, él la mató -la encontraron ahogada, o él la tiró o cayó ella del caballo-, prendió fuego el molino y se suicidó. Otra versión tiene que ver con que le empezó a ir mal al molino y lo prendieron fuego para pagar el seguro. Una tercera versión es que la gente se enojó porque cobraban un peaje para pasar por ahí entonces lo destruyeron.
Sobre la base de estas leyendas, se ha realizado un largometraje por parte de Martín Chamorro, Cecilia Langwagen y Micaela Domínguez Prost.